# Todiramphus
Todiramphus là một chi chim trong họ Alcedinidae.

## Các loài
- Todiramphus nigrocyaneus
- Todiramphus winchelli
- Todiramphus diops
- Todiramphus lazuli
- Todiramphus macleayii
- Todiramphus albonotatus
- Todiramphus leucopygius
- Todiramphus farquhari
- Todiramphus funebris
- Todiramphus chloris
- Todiramphus enigma
- Todiramphus cinnamominus
- Todiramphus saurophagus
- Todiramphus sanctus
- Todiramphus recurvirostris
- Todiramphus australasia
- Todiramphus tutus
- Todiramphus ruficollaris
- Todiramphus veneratus
- Todiramphus gambieri
- Todiramphus godeffroyi
- Todiramphus pyrrhopygius